# Жаркий Верх
Жа́ркий Верх — деревня Сотниковского сельсовета Краснинского района Липецкой области. 

## География
Расположена на левом берегу реки Семенек при впадении в неё небольшой степной речки.

## История
Известна с XVIII века. Другое название деревни — Якунино. По данным 1862 года, деревня казённая Якунина (или Жаркий Верх) при реке Семенке. Входила в состав Лебедянского уезда Тамбовской губернии.
Название — по отвершку (оврагу) Жаркий Верх. Тот, в свою очередь, назван так оттого, что в этом месте землю под пашню готовили путём выжигания растительности.

## Население
| 1862 | 1926 | 1932 | 1997 | 2010 |
| ---- | ---- | ---- | ---- | ---- |
| 194  | ↗410 | ↘387 | ↘20  | ↘8   |